# 下関の遊廓

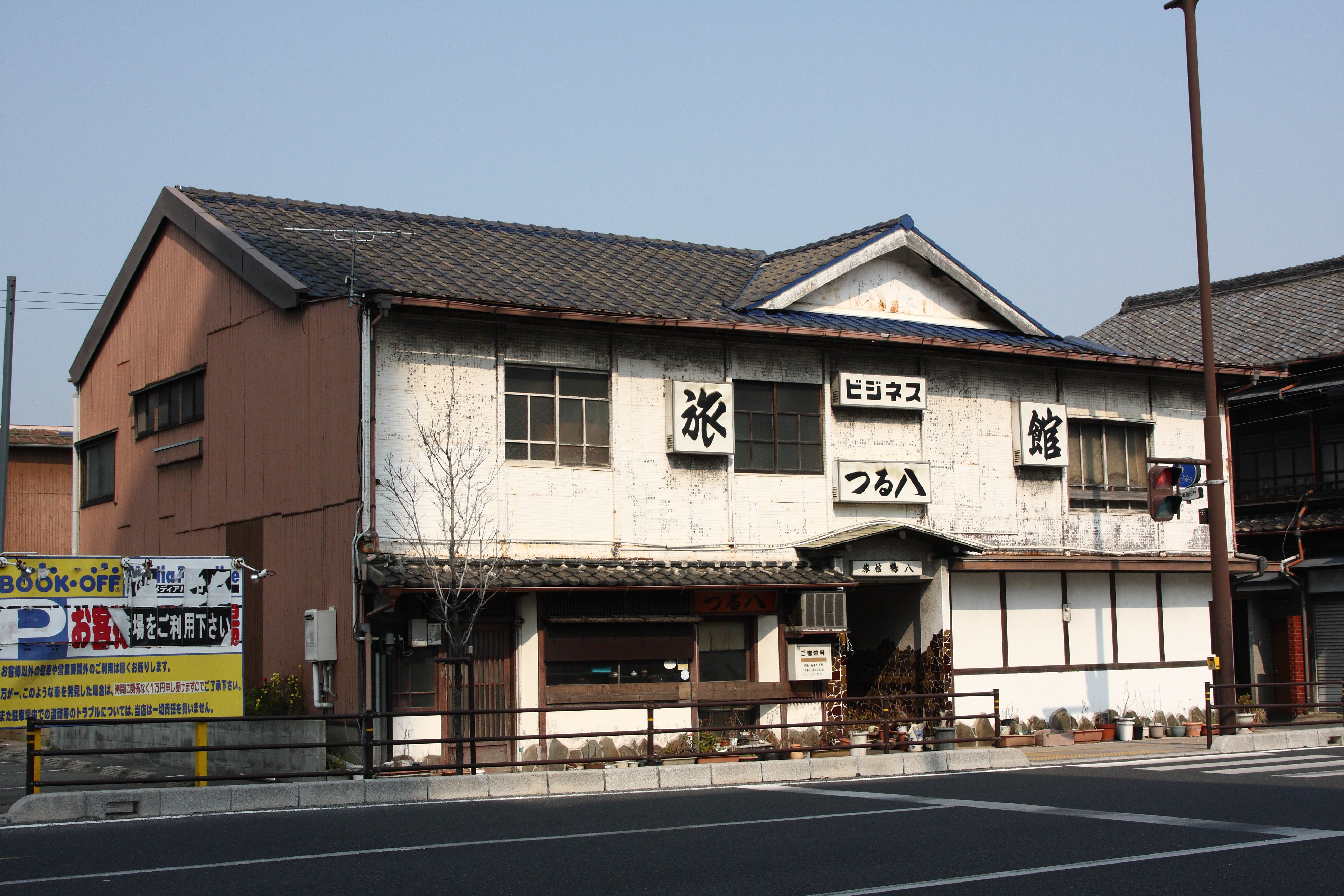
遊廓時代の面影を残す建物

下関の遊廓（しものせきのゆうかく）では、かつて山口県下関市に存在した遊廓、花街について記述する。

## 歴史
1185年（文治元年）、壇ノ浦の戦いで滅亡した平家の女官らが生活のために身を売ったのが下関における遊女のはじめとされ、安徳天皇の命日には正装して参拝したのが今日行われている「先帝祭」の由来とされる。
江戸時代、港町であった下関は当時、馬関と呼ばれ、稲荷町遊廓（下関市赤間）が誕生、当時、揚屋32軒で、そこの遊女らが平家伝説と結び付き先帝祭に参加、格式高い遊廓として栄え、遊女はここでは上位につき他の遊廓では用いらない足袋を履いていた。
しかし庶民相手の豊前田の花街が台頭し、明治期に山陽鉄道（現・山陽本線）の下関駅が開業、そちらが栄え稲荷町は衰退の一途を辿る。そして新地遊廓が生まれ、豊前田と共に先帝祭を担うことになる。東京吉原の花魁道中が肉体的・精神的苦痛の理由で廃止されたが下関は「上臈道中」を継続し今日に至る。
1930年、稲荷町は裏町を合わせて貸座敷19軒、娼妓16名に対し、豊前田は貸座敷31軒、娼妓145名であった。

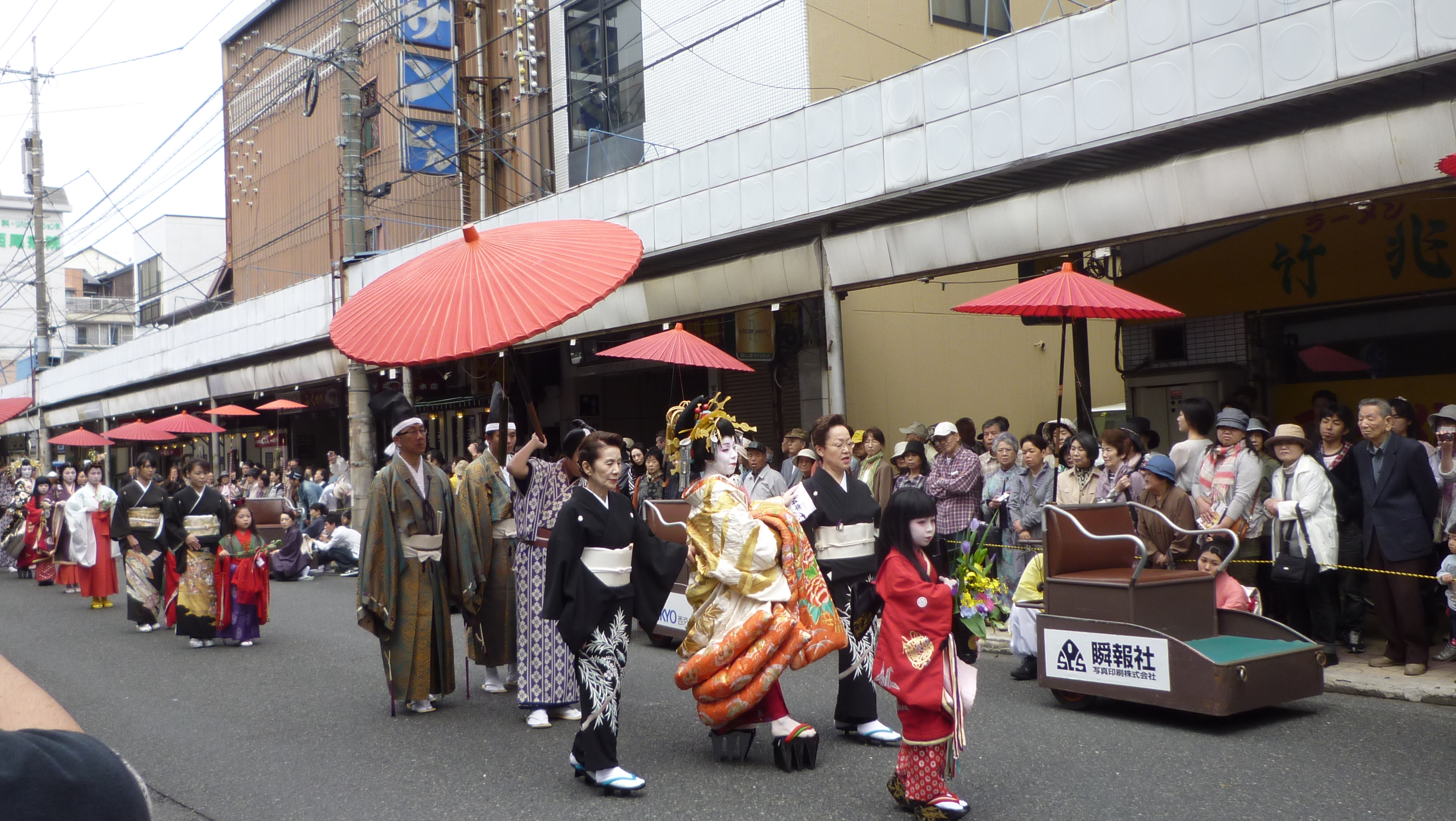
先帝祭 上臈道中

第二次世界大戦による空襲で稲荷町は全焼、他の遊廓も被害に遭う。戦後、稲荷町を除き復興、先帝祭を再開させたが、1958年（昭和33年）、売春防止法施行により下関の全遊廓の歴史に幕を閉じる。
その後、先帝祭は市内の風俗営業の女性らが担当し、後に日本舞踊の関係者に成り代わった。

## 下関の遊廓・花街一覧
- 稲荷町
- 裏町
- 豊前田
- 新地
- 今浦
- 竹端[7]